# Antiteismo
L'antiteismo è l'attiva opposizione al teismo che ha diverse applicazioni sia nel contesto secolare che generico, e si riferisce alla diretta opposizione alla fede in qualsiasi divinità e nel contesto teistico; in alcuni casi si riferisce all'opposizione ad una divinità specifica.

## L'opposizione al teismo
Un antiteista è definito dalla Oxford English Dictionary come "Colui che si oppone alla credenza nell'esistenza di un Dio". L'uso più antico della parola con questo significato risale al 1833. Esso si distingue quindi dall'ateismo, che consiste nel semplice rifiuto dell'esistenza di Dio, avendo invece una attiva e spesso aggressiva opposizione a tali credenze.
Il termine fu probabilmente coniato da Pierre-Joseph Proudhon , che si definiva egli stesso tale .L'ateismo antiteista nasce con l'illuminismo e venne fatto proprio da diversi pensatori, da Karl Marx a Nietzsche fino a Bertrand Russell.
Schopenhauer riteneva le religioni indiane, in particolar modo il buddhismo, antiteiste.

## Nuovo ateismo
Il nuovo ateismo o neo-ateismo (in inglese New Atheism) è una corrente atea e scettica nell'ambito dell'antiteismo, che ha recentemente acquisito molta forza soprattutto in Inghilterra e Francia: tale espressione viene utilizzata principalmente per distinguere i pensatori laici che sostengono che la fede religiosa e la fede negli agenti divini sia pericolosa e distruttiva, in quanto sono entrambe fondamentalmente irrazionali oltre ad incoraggiare posizioni anti-scientifiche. Il termine sembra essere stato coniato da Andrew Brown per descrivere tale atteggiamento culturale di rifiuto. I teologi Jeffrey Robbins e Christopher Rodkey ritengono comunque che esso sia simile all'evangelicalismo. Il più celebre esponente è Richard Dawkins.
I neo-atei si differenziano dagli atei per essere più radicalmente anti-religiosi: professano esplicitamente l'abbandono del concetto di divinità e credono che il mondo sarebbe migliore se ci si liberasse delle superstizioni e della fede religiosa. Scrive ad esempio Christopher Hitchens, esponente del nuovo ateismo: